# Ząbkonóg
Ząbkonóg (Accanthopus) – rodzaj chrząszczy z rodziny czarnuchowatych.
Rodzaj ten wprowadził w 1821 roku Pierre F.M.A. Dejean. Obejmuje on dwa gatunki:
- Accanthopus reitteri (Brenske, 1884)
- Accanthopus velikensis (Piller & Mitterpacher, 1783) – ząbkonóg czarny

Chrząszcze o owalnym, szerokim ciele i lśniąco czarnym ubarwieniu. Głowa ich ma odcinki policzków przed oczami dłuższe niż szerokość oczu. Rozmiary tarczki są niewielkie. Krótkie pokrywy mają punktowane rzędy i płaskie, drobno punktowane międzyrzędy. Uda odnóży przedniej pary u obu płci cechują się obecnością długiego i ostrego zęba na stronie wewnętrznej.
Rodzaj palearktyczny, europejski, rozsiedlony od Francji i Włoch przez południową część Europy Środkowej i Bałkany po europejską część Turcji. Na północy sięga Szwajcarii, Węgier i Rumunii. W 2017 wyhodowano pojedynczy okaz z materiału zebranego w roku poprzednim w polskich Sudetach Wschodnich, jednak rekord ten budzi kontrowersje.